# Taroman
Taroman ist ein osttimoresischer Suco im Verwaltungsamt Fatululic (Gemeinde Cova Lima).
Der gleichnamige Berg, der Foho Taroman liegt im benachbarten Suco Fatululic.

## Geographie
Der Suco bildet den Osten des Verwaltungsamts Fatululics und grenzt im Westen an den Suco Fatululic. Der Lelosi, ein Nebenfluss des Tafara bildet im Norden die Grenze zum indonesischen Westtimor und im Westen zum Verwaltungsamt Maucatar mit seinen Sucos Holpilat und Ogues. Südlich liegt das Verwaltungsamt Fohorem mit seinem Suco Dato Tolu.
Taroman hat eine Fläche von 27,05 km² und teilt sich in die fünf Aldeias Fatuloro, Holba, Lia Nain, Macous und Taroman.
Der Ort Taroman liegt im Zentrum des Sucos. Hier gibt es eine Grundschule, die Escola Primaria Taroman, eine vorbereitende Schule für die Sekundärstufe und einen permanenten Hubschrauberlandeplatz.
Durch den Norden des Sucos führt eine Überlandstraße an der die Orte Taroman und Lia Nain (Lianain). Nach Süden führt von Taroman aus eine kleine Straße weiter zu den Dörfern Tialai, Macous (Makous) und Fatuloro (Fato Loro, deutsch Sonnenberg). Neben Taroman verfügen auch Macous und Fatuloro über eine Grundschule. In Macous gibt es ein kommunales Gesundheitszentrum. Macous war früher auch der Verwaltungssitz vom Verwaltungsamt, bevor es von Fatululic abgelöst wurde.
Trotz der Überlandstraße mussten für die Parlamentswahlen in Osttimor 2007 die Wahlurnen per Hubschrauber zum Wahllokal in der Grundschule Taroman gebracht und abgeholt werden.

## Einwohner

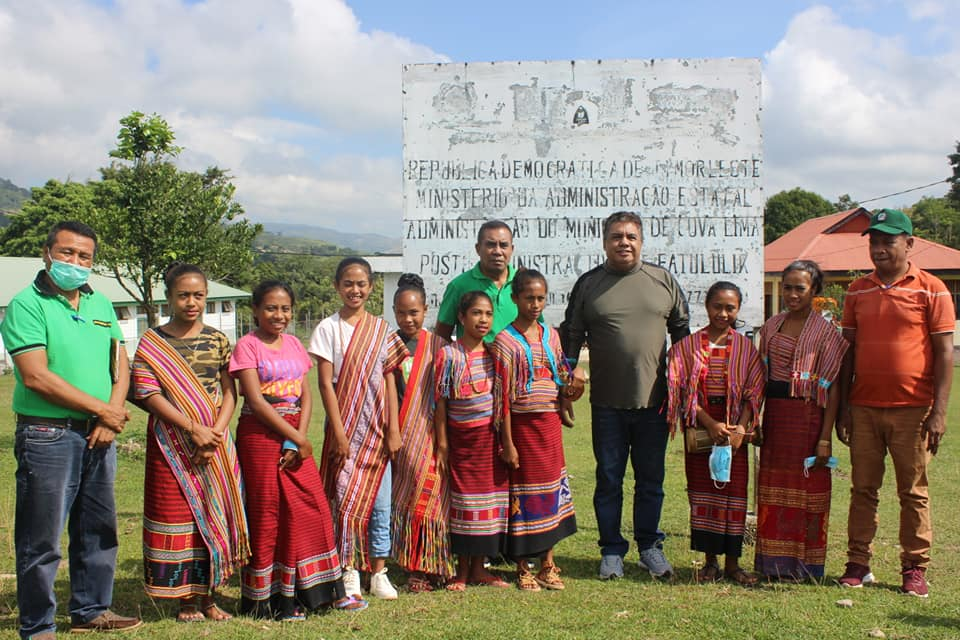
Mädchen in traditioneller Tracht beim Besuch von Landwirtschaftsminister Joaquim Gusmão Martins (2020)

Im Suco leben 1.486 Einwohner (2022), davon sind 739 Männer und 747 Frauen. Im Suco gibt es 319 Haushalte. Über 95 % der Einwohner geben Bunak als ihre Muttersprache an. Kleine Minderheiten sprechen Tetum Prasa oder Tetum Terik.

## Geschichte
Taroman war eines der timoresischen Kleinreiche, das von einem Liurai regiert wurde. Nach den mündlichen Überlieferungen war es dem Reich von Fohorem unterstellt und tributpflichtig.
Taroman gehörte zur Exklave von Maucatar, die im Vertrag von Lissabon (1859) den Niederlanden untergeordnet wurde. Maucatar war nur über einen schmalen Streifen im Norden mit dem restlichen, niederländischen Territorium verbunden. Ringsherum lagen timoresische Reiche, die Portugal zugeordnet waren. Zwar gab es bereits 1904 eine Vereinbarung zwischen den Kolonialmächten, das Maucatar an die Portugiesen abgetreten werden sollte, doch erst 1916 ging es in portugiesischen Besitz über.
1976 flohen Einwohner aus anderen Teilen Cova Limas nach Taroman und Dato Tolu vor den einfallenden Indonesiern.

## Politik

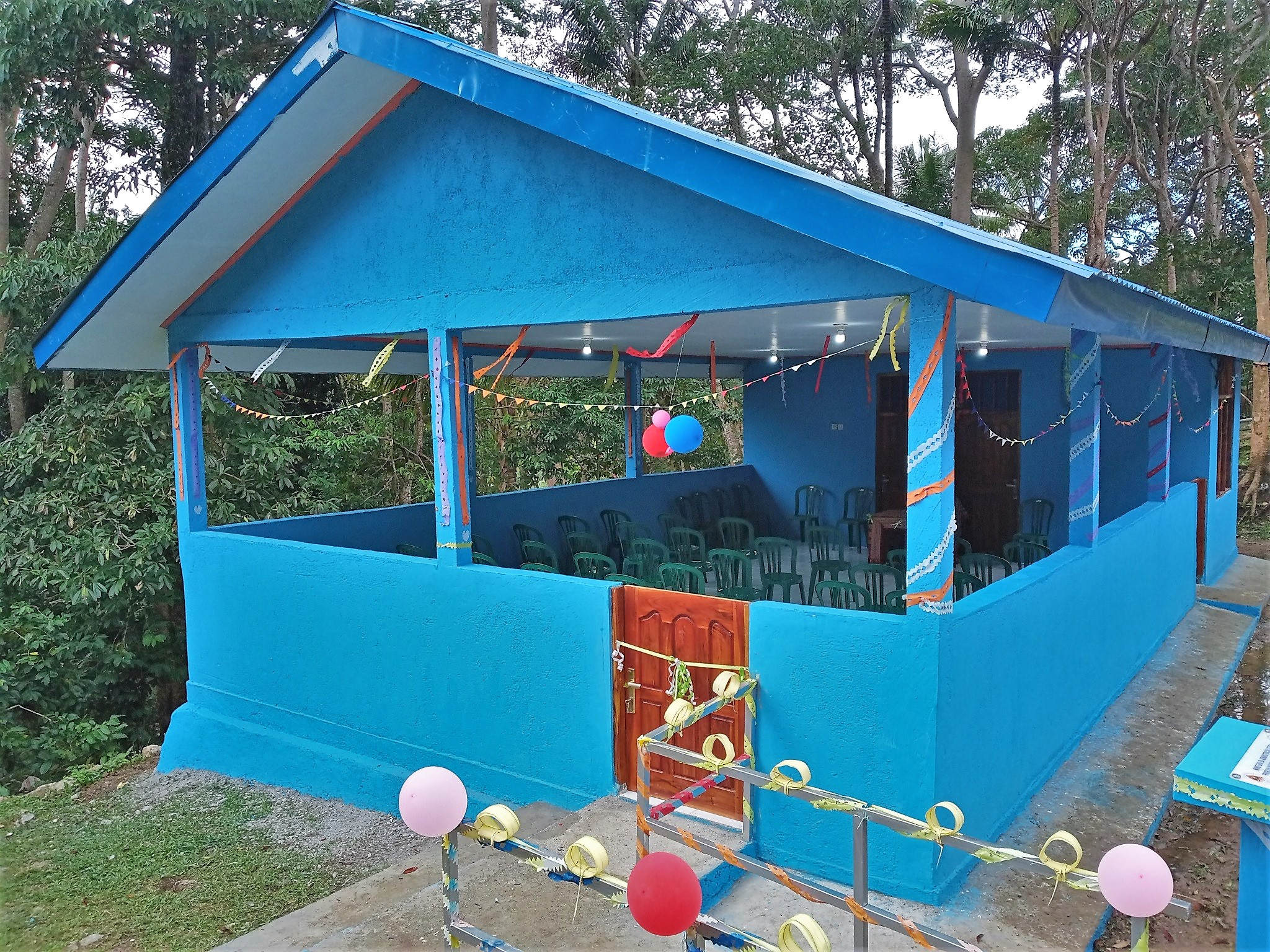
Der Sitz des Sucos Taroman in der gleichnamigen Aldeia bei der Einweihung 2021

Bei den Wahlen von 2004/2005 wurde Leopoldo da Cruz Pina zum Chefe de Suco gewählt und 2009 in seinem Amt bestätigt. 2016 gewann Leonel Asa.